# Marino di Bomarzo
Marino di Bomarzo (... – fl. 942-958) fu vescovo di Bomarzo, legato pontificio e bibliotecario.
Egli guidò i sinodi di Ingelheim e Treviri nel 948 e si dice che sia stato coinvolto nella fondazione delle diocesi di Brandeburgo e Havelberg.

## Biografia
Marino fu menzionato per la prima volta in un documento del tribunale romano nel 942. È incerto se fosse presente a Magdeburgo nel 946 quando fu fondata la diocesi di Havelberg. Nel giugno 948 presiedette il sinodo universale a Ingelheim come legato pontificio. Il 1º ottobre sembra che su suo consiglio sia stata fondata la diocesi di Brandeburgo. In quel mese Marino presiedette il sinodo di Treviri. Il 1º novembre consacrò il nuovo monastero benedettino di Fulda.
Tra il 955 e il 958 Marino è attestato come bibliotecario pontificio e datario.